# 신민당 (홍콩)
신민당(新民黨)은 홍콩의 정당이다. 레지나 입이 의장을 맡고 있으며, 현재 입법회에서 네 번째로 큰 정당이다.
2011년 전 고위 정부 관리 레지나 입이 설립한 이 정당은 건제파가 전통적으로 약세를 보였던 중산층과 공무원 유권자층을 확대하는 것을 목표로 한다. 입이 행정장관이 되는 데 강한 관심을 표명하고 2012년과 2017년에 각각 출마했기 때문에, 이 정당은 주로 그 목표를 위한 수단으로 여겨진다.
이 당은 2012년 입법회 선거에서 두 석을 얻었으며, 입은 홍콩 섬에서 재선되었고 부의장 마이클 텐은 신계 서부에서 한 석을 얻었다. 신민당은 2014년에 지역 정치 단체인 공민력과 동맹을 맺어 풀뿌리 네트워크를 확장했다. 공민력의 기반을 바탕으로, 이 당은 2016년에 신계 동부에서 추가 의석을 확보했다.
신민당이 베이징 당국과 더 가까워지면서, 톈은 2017년에 다른 6명의 구의원과 함께 탈당했다. 특별행정구 행정부의 강력한 지지자였던 신민당은 2019년 광범위한 반정부 시위 속에 2019년 구의회 선거에서 참패를 겪었다. 28명의 후보가 모두 패배했고 13명의 구의원이 모두 낙선했다.

## 당의 신념
이 당은 건제파의 입장을 취한다. 입은 이 당이 "풀뿌리"보다는 "중산층"을 목표로 한다고 말했다. 이 당의 유권자 기반은 입의 배경 때문에 공무원, 특히 규율 공무원 출신 퇴직 관료들에게서도 크게 나온다. 이 당의 명시된 강령에는 보편적 참정권, 경제 다변화 및 부의 격차 축소가 포함된다.

## 역사

### 초창기
신민당의 주요 인물은 당시 보안장관이자 입법회 의원이자 싱크탱크 사반타스 정책 연구소의 의장이었던 레지나 입이다. 그녀는 2011년 1월 9일에 신민당을 설립했다. 자유당의 전 부의장이자 전 자유당 의장 제임스 톈의 동생인 마이클 텐은 부의장이다. 또 다른 부의장은 루이스 스히였다.
이 당은 2011년 11월 구의회 선거에 10명의 후보를 출마시킬 계획이었다. 후보에는 홍콩 경찰 검시관 협회 회장 토니 류 킷밍, 소방국 구급대원 노조 전 회장 왓 키온, 소방국 직원 총협회 전 회장 추이 치컹 등 3명의 전 고위 보안 서비스 관료가 포함될 예정이었다. 그 결과 총 4석을 얻었다.
입은 2012년 선거에서 행정장관 출마에 관심을 표명했지만, 출마에 필요한 충분한 지명을 확보하지 못했다. 그녀는 그 후 선거 승자인 렁춘잉을 지지했다. 9월에는 레지나 입 의장과 마이클 톈 부의장 모두 입법회 선거에서 입법회 의원으로 선출되었다. 레지나 입은 이후 2012년 10월 렁춘잉에 의해 행정회의에 임명되었다.

### 공민력과의 동맹
이 당은 2014년 2월 공민력과 정치 동맹을 맺어 신계 동부의 네트워크를 확장했다. 공민력 대표 푼 쿽-산은 신민당 부의장으로 임명되었다. 공민력 소속 구의원 17명과 무소속 2명이 신민당에 합류하면서 당의 구의회 의석은 12석에서 31석으로 늘어났다.
2015년 구의회 선거에서 신민당과 공민력은 25석을 얻었지만, 입의 본거지인 홍콩 섬의 타이 항과 타이 쿠 싱 동부의 의석은 민주파에게 넘어갔다. 사틴에 있는 공민력의 본거지 또한 신예들에게 5명의 베테랑이 패배하면서 민주파에게 넘어갔다.
신민당은 2016년 입법회 선거에서 지리적 선거구에서 3석을 얻어 3.76%에서 7.73%로 득표율을 두 배로 늘리며 승리했다. 현직 레지나 입과 마이클 텐은 각각 홍콩 섬과 신계 서부에서 높은 득표율을 얻었으며, 신예 유니스 영은 연락판공실의 지원을 받았다는 의혹에도 불구하고 신계 동부에서 처음으로 당선되었다.

### 2017년 행정장관 선거와 마이클 톈의 탈당
2016년 12월, 당은 입의 2017년 행정장관 선거 재출마를 지지했다. 사무총장 캐리 람과 민주파가 전 재무장관 존 창과 은퇴한 판사 우 쿽-힝을 출마시키려는 연락판공실의 로비 때문에, 입은 1,194명으로 구성된 선거위원회에서 최소 150명의 지명을 확보하지 못해 두 번째로 출마하지 못했다. 선거 후 입은 당이 친정부 성향을 덜하게 재조정할 수 있다고 말했다.
당 부의장인 마이클 톈은 연락판공실을 지칭하며 "보이지 않는 손"의 간섭이 증가하면서 선거가 "형태를 잃었다"고 불평했다. 톈은 존 창에 대한 지지를 표명했지만, 입은 선거 전날 캐리 람을 지지했다. 톈은 4월 10일에 6명의 구의원과 함께 당을 탈당했는데, 베이징과의 지나치게 긴밀한 관계가 탈당 이유 중 하나라고 언급했다. 그 결과 입법회 의석은 2석으로, 구의회 의석은 19석으로 줄어들었다.
이 당은 선서 논란으로 인해 6명의 의원 자격이 박탈되어 공석이 된 의석을 놓고 무소속 민주파 오 녹-힌에 맞서기 위해 남구의회 의원 주디 찬을 2018년 입법회 홍콩 섬 보궐선거에 출마시켰다. 이 당은 민주건항협진연맹 (DAB)과 홍콩 공회련합회 (FTU)와 연합하여 민주파에 대항하는 단일 전선을 형성했다. 그 결과 찬은 12만 7천 표 이상을 얻었지만, 불과 3% 차이로 선거에서 아슬아슬하게 패배했다.
송환법 반대 대규모 시위 속에서 정부의 강력한 지지자였던 이 당은 많은 의원들이, 그 중 다수가 구의원들이, 탈당하는 것을 목격했다. 구의원 수는 2015년 선거의 25명에서 불과 13명으로 줄어들었다. 2019년 구의회 선거에서 이 당은 구의회 13석을 모두 잃고 민주파의 압도적인 승리 속에서 어떤 후보도 당선시키지 못하며 참패를 겪었다.

### 현재
2021년 2월, 샤바오룽이 "애국자"만이 홍콩 정부의 일원이 되어야 한다고 주장하자, 신민당은 전폭적인 지지를 표명하며 "[국가의 주권을 반대하고 국가 안보를 위협하는 사람들이 점유한] 입법회와 구의회는 홍콩의 정치 시스템을 왜곡시켰다"고 주장했다.

## 선거 성과

### 행정장관 선거
| 선거 | 후보      | 득표수        | 득표율 (%)    |
| ---- | --------- | ------------- | ------------- |
| 2012 | 레지나 입 | 지명되지 않음 | 지명되지 않음 |
| 2017 | 레지나 입 | 지명되지 않음 | 지명되지 않음 |

### 입법회 선거
| 선거 | 득표수 (인기 투표) | 득표율 (%) (인기 투표) | 지리적 선거구 의석 | 기능별 선거구 의석 | 선거 위원회 의석 | 총 의석 | ±   | 순위 |
| ---- | ------------------ | ---------------------- | ------------------ | ------------------ | ---------------- | ------- | --- | ---- |
| 2012 | 68,097             | 3.76                   | 2                  | 0                  |                  | 2 / 70  | 1   | 9위  |
| 2016 | 167,589            | 7.73                   | 3                  | 0                  | 3 / 70           | 1       | 7위 |      |
| 2021 | 150,118            | 11.35                  | 2                  | 0                  | 3                | 5 / 90  | 2   | 4위  |

### 구의회 선거
| 선거 | 득표수 (인기 투표) | 득표율 (%) (인기 투표) | D.E. 의석 | E.C. 의석 | App. 의석 | 총 의석  | ±  |
| ---- | ------------------ | ---------------------- | --------- | --------- | --------- | -------- | -- |
| 2011 | 15,568             | 1.32                   | 4         |           | 1         | 4 / 412  | 4  |
| 2015 | 75,793             | 5.24                   | 26        |           | 26 / 431  | 22       |    |
| 2019 | 79,975             | 2.73                   | 0         | 0 / 452   | 26        |          |    |
| 2023 | 99,775             | 8.52                   | 5         | 10        | 10        | 25 / 470 | 25 |

## 대표자

### 행정회의
- 레지나 입

### 입법회
| 선거구       | 의원           |
| ------------ | -------------- |
| 홍콩 섬 서부 | 레지나 입      |
| 신계 북동부  | 도미니크 리    |
| 선거위원회   | 주디 찬 카푸이 |
| 선거위원회   | 융 호이-얀     |
| 선거위원회   | 라이 퉁-쿽     |
| 선거위원회   | 아드리안 호    |

### 구의회
이 당은 8개 구의회에서 25석을 보유하고 있다 (2024–2027):
| 구     | 선거구      | 의원              |
| ------ | ----------- | ----------------- |
| 완자이 | 구 위원회   | 조이 리 만-룽     |
| 둥구   | 구 위원회   | 다나 라우 싱-셰   |
| 둥구   | 임명        | 앤서니 루 샤오펑  |
| 둥구   | 임명        | 캘빈 쿽 호-킹     |
| 남구   | 구 위원회   | 니콜 웡 유-칭     |
| 남구   | 임명        | 베라 호 위엔-웨이 |
| 췬완   | 임명        | 마르셀라 청 만-카 |
| 튄문   | 튄문 북부   | 소 카-만          |
| 튄문   | 구 위원회   | 캄 만-펑          |
| 튄문   | 구 위원회   | 빅터 쿽 만-틱     |
| 다이보 | 구 위원회   | 키티 찬 킨-완     |
| 사이궁 | 쳉콴오 북부 | 빅터 찬 치-호     |
| 사이궁 | 구 위원회   | 켄 찬 킨-춘       |
| 사이궁 | 구 위원회   | 탐 척-콴          |
| 사틴   | 사틴 동부   | 유 카-춘          |
| 사틴   | 사틴 남부   | 에디 람 유-싱     |
| 사틴   | 사틴 북부   | 안나 로 이-람     |
| 사틴   | 구 위원회   | 렁 카-와이        |
| 사틴   | 구 위원회   | 청 박-유엔        |
| 사틴   | 구 위원회   | 하 김-콴          |
| 사틴   | 임명        | 빈센트 웡 와이-신 |
| 사틴   | 임명        | 렁 카-파이        |
| 사틴   | 임명        | 찬 만-쿽          |
| 사틴   | 임명        | 마이클 라우 쯔-충 |
| 사틴   | 임명        | 푼 쿽-산          |

## 같이 보기
- 중국공산당 중앙통일전선공작부
- 통일전선 (중국)